# Paul Betts
Paul Robert Betts (geboren am 11. Oktober 1963 in Phoenix (Arizona)) ist ein US-amerikanischer Historiker.

## Leben

### Karriere
Paul Betts ist Sohn einer in Berlin geborenen Deutsch-Baltin, die in Kopenhagen aufwuchs und mit ihrem US-amerikanischen Mann nach Phoenix (Arizona) zog. Er studierte am Haverford College (BA) und arbeitete als Geschichtslehrer in einer College-preparatory school bei Hartford (Connecticut). 1987 lernte er für ein Jahr Deutsch in West-Berlin und studierte dann moderne europäische Geschichte an der University of Chicago (MA) bei Michael Geyer, Leora Auslander, John W. Boyer, Jan Goldstein, Moishe Postone und anderen. Für seine Dissertation über die Entwicklung des Industriedesigns in Westdeutschland hielt er sich zwei Jahre im wiedervereinigten Deutschland in Frankfurt am Main und in Berlin auf. Er jobbte danach als Dozent für Designgeschichte an der französischen Parsons School of Art and Design in Paris, bevor er eine Tenure-Track an der University of North Carolina at Charlotte erhielt. Er heiratete und ging im Jahr 2000 als Professor an das Centre for Modern European Cultural History der University of Sussex in Brighton, die ihm einen einjährigen Forschungsaufenthalt am Victoria and Albert Museum in London gewährte. Seit 2012 ist er Professor für Geschichte in Oxford am St Antony’s College. Er leitete dort von 2015 bis 2017 das St Antony’s European Studies Centre.

### Forschungsgebiete
Betts forscht zur modernen europäischen Geschichte und speziell zur Kulturgeschichte Deutschlands im 20. Jahrhundert. Seine 2010 veröffentlichte Untersuchung zur Geschichte des Lebens in der DDR erhielt den „Fraenkel Prize in Contemporary History“ der Wiener Library. Betts war von 2014 bis 2018 an dem Projekt „Socialism Goes Global: Connecting the Second and Third Worlds“ beteiligt und war einer der Kuratoren der Ausstellung Tito in Africa:  Picturing Solidarity, die 2017 im Museum Jugoslawiens in Belgrad ihren Anfang nahm und danach im Pitt Rivers Museum in Oxford und im The Wende Museum in den USA gezeigt wurde. In seinem Buch Ruin und Erneuerung von 2022 beschäftigte er sich mit weniger beachteten Themen wie Religion, Imperialismus und Dekolonisierung. Er sieht dabei die Nürnberger Prozesse als „juristische Rezivilisierung“ und beschäftigt sich mit der Rezeption des Elends der deutschen Bevölkerung nach 1945.

### Mitgliedschaften
Betts ist Mitglied der German History Society und war von 2011 bis 2014 ihr Vorsitzender. Er war von 2004 bis 2009 Mitherausgeber der wissenschaftlichen Zeitschrift German History. Betts fungierte auch unter den Herausgebern von Past & Present.

## Schriften (Auswahl)
- mit Greg Eghigian (Hrsg.): Pain and Prosperity. Reconsidering Twentieth Century German  History. Stanford University Press, 2003.
- The Authority of Everyday Objects. A Cultural History of West German Industrial Design. Berkeley: University of California Press, 2004.
- mit Katherine Pence (Hrsg.): Socialist Modern. East German Everyday Culture and Politics. University of Michigan Press, 2008.
- mit Alon Confino, Dirk Schumann: Between Mass Death and Individual Loss. The Place of the Dead in Twentieth-Century Germany. Berghahn Books, 2008.
- Within Walls. Private Life in the German Democratic Republic. Oxford: Oxford University Press, 2010.
- mit Christian Wiese (Hrsg.): Years of Persecution, Years of Extermination. Saul Friedländer and the Future of Holocaust Studies. Continuum, 2010.
- mit Corey Ross: Heritage in the Modern World. Historical Preservation in International Perspective. Past & Present, Supplement 10, OUP, 2015.
- mit Stephen A. Smith: Religion, Science and Communism in Cold War Europe. Palgrave, 2016.
- mit Jennifer Evans, Stefan-Ludwig Hoffmann: The Ethics of Seeing. Photography and 20th Century German History. Berghahn, 2017.
- Ruin and Renewal. Civilising Europe after World War II. Profile Books, 2021.
  - Ruin und Erneuerung. Die Wiedergeburt der europäischen Zivilisation 1945. Übersetzung Jan Martin Ogiermann, Bernd Rullkötter. Propyläen, 2022.[2]